# Parafia św. Jana Chrzciciela w Ludowie Śląskim
Parafia św. Jana Chrzciciela w Ludowie Śląskim – znajduje się w dekanacie Borów w archidiecezji wrocławskiej. Erygowana w 1988 roku.
Obsługiwana przez księży archidiecezjalnych. Jej proboszczem jest ks. Piotr Semeniuk.

## Parafialne księgi metrykalne
| Księgi metrykalne | Okres ewidencji |
| ----------------- | --------------- |
| chrztów           | 1914 –          |
| ślubów            | 1914 –          |
| zgonów            | 1914 –          |